# 11e régiment de tirailleurs algériens
Le 11e Régiment de Tirailleurs Algériens était un régiment d'infanterie appartenant à l'Armée d'Afrique qui dépendait de l'armée de terre française.

## Création et différentes dénominations
- 1918 : Création du 11e régiment de marche de tirailleurs algériens
- 1920 : Renommé 11e Régiment de Tirailleurs Algériens
- 1925 : Dissolution
- 1928 : Recréation du 11e Régiment de Tirailleurs Algériens
- 1944 : Dissolution
- 1954 : Reconstitué en 11e Bataillon de Tirailleurs Algériens
- 1958 : Renommé 11e Bataillon de Tirailleurs
- 1962 : Dissolution

## Chefs de corps
- jusqu’au 29 août 1918 : Lieutenant-colonel Charle-Roux (blessé)
- du 29 août au 18 octobre 1918  : Commandant Beugnot
- du 18 au 25 octobre 1918  : Lieutenant-colonel Charle-Roux
- du 28 octobre au 5 novembre 1918 : Lieutenant-colonel Moog
- du 5 novembre 1918 : Commandant Coustillère

## Historique des garnisons, combats et batailles du11erégimentde tirailleurs algériens

### Première Guerre mondiale

#### 1918
- 20/7/1918 au 23/7/1918 : Bataille du Soissonnais et de l'Ourcq
- 18/8/1918 au 4/9/1918 : 2e bataille de Noyon
- 15/10/1918 au 20/10/1918 : Bataille de Mont d'Origny
- 25/10/1918 au 1/11/1918 : Bataille de la Serre

#### Pertes
De janvier à novembre 1918, les pertes du 11e RMT s'élèvent à 770 morts ou disparus (28 officiers, 112 sous-officiers, 120 caporaux et 510 soldats).

## Traditions

### Inscriptions portées sur le drapeau du régiment
Son drapeau ne porte aucune inscriptions

### Décorations
- Croix de guerre 1914-1918 avec 2 palmes.
- Fourragère aux couleurs de la croix de guerre remise le 17 janvier 1919  par le général Maistre.

### Citations
«  Jeune régiment indigène, formé à l'image de son chef, le lieutenant-colonel Charles-Roux, dont il partage la confiance, l'ardeur et la vaillance communicatives. Les 16 et 17 octobre 1918, sous le commandement provisoire du chef d'escadrons Beugnot, et après une lutte dont l'opiniâtreté ne se démentit pas un instant, est parvenu à arracher à l'ennemi, dans des conditions qui eussent fait hésiter les plus braves, le passage de la Serre. Par cette manœuvre hardie, exécutée sous de violents feux de mitrailleuses et d'artillerie, a contraint l'ennemi à la retraite et décidé, sur un front garni de défenses et protégé par 1 000 à 1 500 mètres d'inondations, de l'offensive de toute la division dont il fait partie. A pris ensuite la tête de la poursuite et talonné l'adversaire jusqu'à 10 kilomètres en lui faisant des prisonniers.  »
— Ordre général n°164 du GQG en date du 8 novembre 1918, combats des 16 et 17 octobre 1918 dans la région d’Achery (Aisne, nord-est La Fère)
«  Régiment magnifique, bien que de récente formation, sous le commandement de son chef aussi modeste qu’héroïque, le lieutenant-colonel Charles-Roux, a attaqué sans répit, les 20, 21 & 23 juillet 1918, devant Tigny et le bois d’Hartennes toujours avec le même entrain, le même esprit de sacrifice et de dévouement, malgré des pertes très lourdes, malgré la désorganisation de ses cadres, faisant des prisonniers, prenant des mitrailleuses et se cramponnant au terrain conquis.  »
— Note n°21.586 du GQG en date du 17 décembre 1918, citation à l’ordre de la 10e armée, combats du 20 au 23 juillet 1918 devant Tigny et le bois d’Hartennes (Aisne, sud Soissons).

## Sources et bibliographie
- Anthony Clayton, Histoire de l'Armée française en Afrique 1830-1962, Albin Michel, 1994
- Robert Huré, L'Armée d'Afrique: 1830-1962, Charles-Lavauzelle, 1977